# Kanton Thiéblemont-Farémont
Thiéblemont-Farémont is een voormalig kanton van het Franse departement Marne. Het kanton maakte deel uit van het arrondissement Vitry-le-François.
Het werd opgeheven bij decreet van 21 februari 2014 met uitwerking in maart 2015.

## Gemeenten
Het kanton Thiéblemont-Farémont omvatte de volgende gemeenten:
- Bignicourt-sur-Saulx
- Blesme
- Brusson
- Le Buisson
- Cheminon
- Cloyes-sur-Marne
- Dompremy
- Écriennes
- Étrepy
- Favresse
- Haussignémont
- Heiltz-le-Hutier
- Isle-sur-Marne
- Larzicourt
- Matignicourt-Goncourt
- Maurupt-le-Montois
- Moncetz-l'Abbaye
- Norrois
- Orconte
- Pargny-sur-Saulx
- Plichancourt
- Ponthion
- Reims-la-Brûlée
- Saint-Eulien
- Saint-Lumier-la-Populeuse
- Saint-Vrain
- Sapignicourt
- Scrupt
- Sermaize-les-Bains
- Thiéblemont-Farémont (hoofdplaats)
- Trois-Fontaines-l'Abbaye
- Vauclerc
- Vouillers